# Vivantis
VIVANTIS a.s. je český internetový prodejce. Společnost byla založena v roce 2002 a po celou dobu sídlí ve východočeské Chrudimi. V šesti evropských zemích se zabývá prodejem parfémů, kosmetiky, hodinek, šperků, módy a produktů pro zdraví. Založil ji Martin Rozhoň, který ji aktivně vedl až do března 2018.

## Historie společnosti
Vivantis vznikl v roce 2001, kdy Martin Rozhoň spustil informační server o zdraví celostnimedicina.cz a na něj navázal prvním e-shopem prozdravi.cz. Postupně se společnost začala rozrůstat a z původně malého, doslova obývákového prodeje se stal byznys, který zaměstnával desítky lidí z Chrudimi a okolí. Na úspěch prozdravi.cz navázal Martin Rozhoň dalšími e-shopy krasa.cz, parfemy.cz, hodinky.cz a sperky.cz.[zdroj?]

### Expanze do zahraničí
V roce 2014 byl jako pilotní projekt spuštěn vivantis.sk a po úspěchu jednotné platformy byl o rok později otevřen e-shop vivantis.cz, kde byly všechny komodity pohromadě včetně módy a módních doplňků. Následovala expanze do Rumunska s vivantis.ro. Vivantis prodává své zboží do 6 zemí Evropy, kromě již uvedených také do Maďarska, Rakouska a Itálie. Kromě vivantis.cz, vivantis.sk a vivantis.ro tedy společnost provozuje také vivantis.hu, vivantis-shop.at a vivantis.it.[zdroj?]

### Spojení se silným partnerem
V roce 2014 získala firma investora E-commerce Holding a.s., který se později díky nákupu on-line nákupního gigantu Mall.cz přejmenoval na Mall Group. O tři roky později se Mall Group stala 100% vlastníkem společnosti Vivantis, která se tak stala součástí velké skupiny internetových obchodů Mall.cz, CZC.cz, Kosik.cz a dalších. Mall Group byl do prvního kvartálu roku 2022 spoluvlastněný skupinou Rockaway Capital Jakuba Havrlanta, společností Czech Media Invest[zdroj?] Daniela Křetínského a Patrika Tkáče a skupinou PPF. Poté Mall Group koupila polská společnost Allegro. Z této transakce byl Vivantis vyčleněn, 23. prosince 2021 byly akcie převedeny na společnost Titancoin International a.s., kterou zpočátku vlastnili původní akcionáři.